# Мургапский этрап
Мургапский этрап (туркм. Murgap etraby) — этрап в Марыйском велаяте Туркменистана.
Образован в феврале 1935 года как Сталинский район Туркменской ССР.
В ноябре 1939 Сталинский район отошёл к новообразованной Марыйской области.
В ноябре 1961 Сталинский район был переименован в Мургабский район.
В январе 1963 Марыйская область была упразднена и Мургабский район снова перешёл в прямое подчинение Туркменской ССР.
В декабре 1970 район вновь вошёл в состав восстановленной Марыйской области.
В 1992 году Мургабский район вошёл в состав Марыйского велаята и был переименован в Мургапский этрап.
9 ноября 2022 года к Мургапскому этрапу были присоединены посёлки Денизхан и Огузхан, генгешлики Денизхан и Достлук упразднённого Огузханского этрапа.